# Catherine L. Besteman
Catherine Lowe Besteman (née le 12 juin 1959) est une anthropologue américaine. 
Ses travaux portent sur l'analyse des dynamiques de pouvoir qui produisent et maintiennent l'inégalité, le racisme et la violence, ainsi que sur les activismes politiques en faveur du changement social. 
Elle est connue pour son travail auprès des réfugiés bantous de Somalie qui ont émigré d'Afrique de l'Est vers Lewiston dans le Maine depuis 2005.

## Études
Catherine L. Besteman est diplômée d'un baccalauréat ès arts de l'Amherst College, une université privée d'arts libéraux située dans le Massachusetts. 
Elle est également titulaire d'une maîtrise et d'un doctorat de l'université de l'Arizona.

## Travaux et recherches
Catherine L. Besteman travaille depuis la fin des années 1980 sur la question des mobilités et des routes migratoires, façonnées par les nationalismes, les pouvoirs étatiques, le néolibéralisme et le militarisme. Elle a démarré ses recherches en Somalie sur les migrations des Bantous vers Lewiston dans le Maine. De retour aux États-Unis, elle a dirigé la création d’un site internet collaboratif sous forme de wiki sur cette nouvelle communauté. Le site a été réalisé avec des étudiants et des migrants et une exposition l’a accompagné en 2009 et 2010.
Ses études ethnologiques sur le sujet ont fait l’objet de l’ouvrage Making Refuge : Somali Bantu Refugees and Lewiston, Maine.
Titulaire de la chaire Francis F. Bartlett et Ruth K. Bartlett, elle enseigne l'anthropologie et les études africaines au Colby College de Waterville aux États-Unis.
Catherine L. Besteman ne se limite pas à l’enseignement et aux publications pour transmettre son savoir. Elle cherche à atteindre un plus large public par l’anthropologie visuelle, une branche appliquée dans l’étude et la production d’images. En 2018, elle conçoit et organise avec l'artiste Julie Poitras Santos l’exposition Making Migration Visible : Traces, Tracks, Tracks, Pathways à l'Institut d'art contemporain de Portland. L'exposition s’inscrit dans une série de manifestations culturelles, de rencontres et conférences sur les migrations, la mobilité et le passage des frontières.
Catherine L. Besteman travaille également sur les discours sur la sécurité et le risque continuent d'alimenter la militarisation. Elle codirige la collection Global Insecurities, éditée aux Duke University Press et dont les publications explorent de façon créative la sécurité et l'insécurité.
Elle est membre fondatrice du Network of Concerned Anthropologists (réseau des anthropologues concernés) qui cherche à promouvoir une anthropologie éthique et à remettre en question le militarisme et la militarisation de façon critique.
Elle est lauréate d'une bourse Guggenheim en 2012 et ses travaux ont été soutenus par la Rockefeller Foundation, l'American Council of Learned Societies, la Wenner Gren Foundation, l'American Philosophical Society, Sigma Xi, the School of Advanced Research, et la Tinker Foundation.

## Ouvrages et publications

### Ouvrages
- Catherine L. Besteman et Lee V. Cassanelli, The Struggle for Land in Southern Somalia: The War Behind the War, Éditions Westview Press and Haan Publishing, 1996[9]
- Catherine L. Besteman, Unraveling Somalia: Race, Violence, and the Legacy of Slavery, Éditions University of Pennsylvania Press, 1999[10]
- Catherine L. Besteman, Violence: A Reader, Éditions Palgrave Press and New York University Press, 2002[11]
- Catherine L. Besteman et Hugh Gusterson, Why America's Top Pundits Are Wrong: Anthropologists Talk Back, Éditions University of California Press, 2005[12]
- Catherine L. Besteman, Transforming Cape Town, Éditions University of California Press, 2008[13]
- Catherine L. Besteman et Hugh Gusterson, The Insecure American, Éditions University of California Press, 2009[14]
- Catherine L. Besteman, Making Refuge: Somali Bantu Refugees and Lewiston, Maine, Éditions Duke University Press, février 2016, 352 pages[15]

### Articles
- Catherine L. Besteman, Experimenting in Somalia: The New Security Empire, Anthropological Theory 17(3): 404-420. 2014[16]
- Catherine L. Besteman, On Ethnographic Love, In Roger Sanjek, ed., Mutuality. Philadelphia: University of Pennsylvania Press, 2017[17]
- Catherine L. Besteman, Hostile Charity: Somali Refugees and Risk in a New Security Age, In Erica Caple James, ed., 2019[18]
- Catherine L. Besteman, Governing Gifts, Faith, Charity, and the Security State. Santa Fe, NM: School of Advanced Research Press, 2019[19]
- Catherine L. Besteman, Militarized Global Apartheid, Cultural Anthropology, University of Chicago Press, 2019[20]
- Catherine L. Besteman, Refuge and Security Panics, Public Anthropology, Brill, 2019[21]